# Lilla Svarttjärnen, Hälsingland
Lilla Svarttjärnen är en sjö i Söderhamns kommun i Hälsingland och ingår i Ljusnans huvudavrinningsområde.